# José Lopez
Pour les articles homonymes, voir José Lopez et Lopez.
José Lopez est un footballeur français né le 15 août 1945 à Madrid en Espagne. Il évolue au poste de défenseur central du milieu des années 1960 et au milieu des années 1970.
Formé au RC Paris, il joue ensuite au RC Strasbourg, au FC Metz, à l'AS Nancy-Lorraine, à l'US Toulouse et au Girondins de Bordeaux.

## Biographie
Ce joueur d'origine espagnole et naturalisé français, est considéré comme l'un des meilleurs stoppeurs du championnat au début des années 1970.
Victime d'une grave blessure lors d'un match en 1973, celle-ci l'empêchera d'avoir une carrière plus brillante.
Il est plus tard entraîneur à l’école de football de l'AS Nancy-Lorraine.

## Carrière
- 1960-1966 :  RC Paris
- 1966-1970 :  RC Strasbourg (108 matchs et 2 buts marqués en D1)[2]
- 1970-1971 :  FC Metz (36 matchs et 1 but marqué en D1)
- 1971-1975 :  AS Nancy-Lorraine (102 matchs en D1 et 28 matchs n D2 et 1 but marqué)
- 1975-1976 :  US Toulouse (32 matchs en D2)
- 1976-1977 :  Girondins de Bordeaux (36 matchs en D1 et 1 but marqué)
- 1977-1978 :  AAJ Blois (entraîneur-joueur)[3],[4]
- 1997-2002 :  AS Nancy-Lorraine (entraîneur à l'école de football)

## Palmarès
- International militaire en 1966-1967
- Champion de France de Division 2 en 1975 avec l'AS Nancy-Lorraine